# Noboru Sugimura
Noboru Sugimura (杉村 升, Sugimura Noboru, 1948 — 25 de fevereiro de 2005) foi um roteirista de televisão e de jogos eletrônicos, mais conhecido por seu trabalho nas séries Metal Hero, Super Sentai, Resident Evil e Onimusha.[carece de fontes?]
Ele havia estudado com Ei Ogawa, um dos principais escritores da série japonesa Taiyō ni Hoero!, que foi seu primeiro trabalho como roteirista em 1975. Começando seu próprio negócio, ele se tornou no principal escritor de Sukeban Deka e Metal Hero, e mais tarde criou roteiros para Seibu Keisatsu, Lupin III Part II, Hadaka no Taishō e Kamen Rider Black.
Sugimura envolveu-se com a Capcom quando ele foi apresentado a Yoshiki Okamoto durante a produção de Resident Evil 2. Inicialmente consultado sobre uma base experimental, ele acabou escrevendo a história completa para o jogo e, juntamente com Okamoto e outros dois, co-fundaram a agora extinta ex-subsidiaria da Capcom, o estúdio Flagship, em abril de 1997 e, mais tarde, trabalhou em outros títulos da Capcom como Clock Tower 3 e nos três primeiros títulos da série Onimusha.